# Marlon Jackson
Marlon David Jackson (Gary, 12 de marzo de 1957) es un cantante estadounidense y bailarín, sexto hijo de Joseph Jackson y Katherine Jackson, además de hermano de Michael Jackson y Janet Jackson y miembro de los Jackson Five. A la edad de 18 años, Marlon se casó con Carol Ann Parker y tuvo tres hijos: Valencia, Brittany y Marlon Jackson Jr.  
Uno de sus grandes éxitos como cantante fue en 1984, año en que The Jacksons saca el disco "Victory", donde el tema Body, escrito y cantado por él suena en todo el mundo al mismo nivel que otros éxitos de ese disco.

## Discografía

### Álbumes de estudio
- Dentro del grupo The Jackson 5:

The Jackson 5 (Motown)
- Diana Ross Presents The Jackson 5 (1969)
- ABC (1970)
- Third Album (1970)
- Christmas Album (1970)
- Goin' Back To Indiana (1971)
- Greatest Hits (1970)
- Maybe Tomorrow (1971)
- Lookin' Through The Windows (1972)
- Skywriter (1973)
- Get It Together (1973)
- Dancing Machine (1974)
- Moving Violation (1975)
- Joyful Jukebox Music (1976)
- Jackson 5: The Ultimate Collection (1995)

The Jacksons (CBS)
- The Jacksons (1976)
- Goin' Places (1977)
- Destiny (1978)
- Triumph (1980)
- Live (1981)
- Victory (1984)

- Datos: Q319392
- Multimedia: Marlon Jackson / Q319392